# Gare de Bobigny
La gare de Bobigny est une gare ferroviaire française, située sur le territoire de la commune de Bobigny en Seine-Saint-Denis (Île-de-France).
Ouverte en 1932, puis fermée au trafic des voyageurs dès 1939, elle reste ouverte au trafic fret.
Elle est utilisée comme point de départ pour les convois de Juifs de France déportés depuis notamment le camp de Drancy, vers les camps d'extermination nazis, principalement Auschwitz-Birkenau, de 1943 à 1944. Unique exemplaire en France d'une gare de déportation préservée dans son cadre, elle est consacrée « lieu de mémoire » à la suite de son inscription au titre des monuments historiques en 2005. Elle est ouverte au public, comporte des panneaux pédagogiques, et des visites guidées y sont organisées.

## Situation ferroviaire
Gare de bifurcation, elle est située au point kilométrique (PK) 57,707 de la ligne de la grande ceinture de Paris. Elle est également l'origine au PK 0,000 de la ligne de Bobigny à Sucy - Bonneuil parfois surnommée ligne de ceinture complémentaire. Elle est établie à 45 m d'altitude.
La gare de Bobigny est établie à l'ouest du centre-ville. Elle se situe peu après l'embranchement disparu du fort d'Aubervilliers (qui desservait également l'imprimerie du magazine L'Illustration).

## Histoire

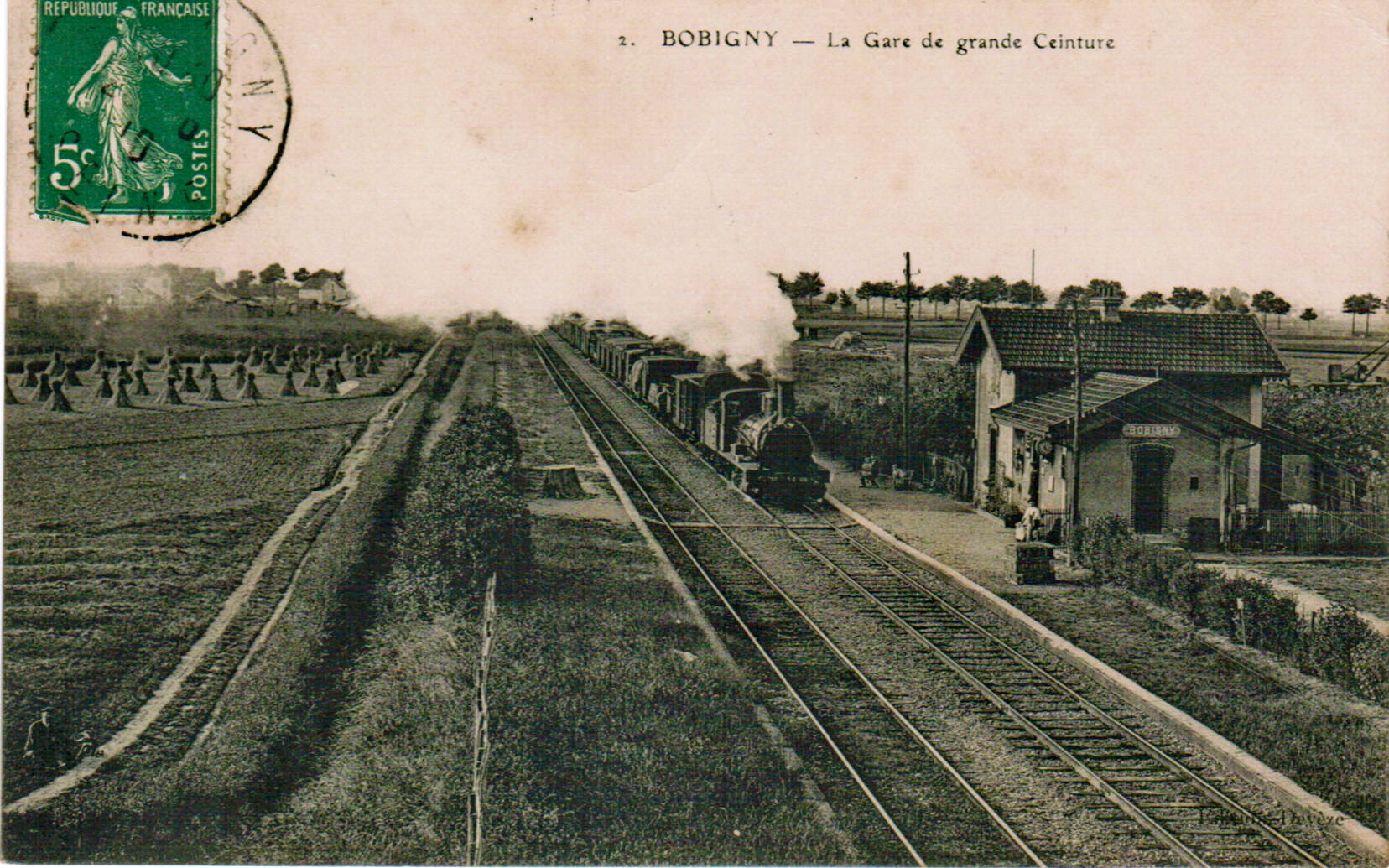
La première halte de Bobigny (1882 – 1932).

La ligne de Grande Ceinture ouvre au trafic des voyageurs entre Achères et Noisy-le-Sec le 2 janvier 1882, avec quatre trains omnibus par jour. Une simple halte est alors aménagée à Bobigny.
Le 30 mars 1918, durant la première Guerre mondiale, un obus lancé par la Grosse Bertha tombe sur la gare de triage de Bobigny située aux nos 69-151, avenue Henri-Barbusse. La gare de triage est une nouvelle fois touchée le 15 avril.
La ligne de Bobigny à Sucy - Bonneuil, dite de « Grande ceinture complémentaire », ouvre au trafic des marchandises le 7 septembre 1928 et au service des voyageurs le 1er mars 1932. Seuls circulent deux trains quotidiens dans chaque sens entre  Noisy-le-Sec et Juvisy via Argenteuil et Versailles. À cette occasion, la halte de Bobigny est démolie pour laisser la place aux deux nouvelles voies. Une nouvelle et vaste  gare est construite en 1929 par l'entrepreneur Morosini. Mais les nouvelles gares de la Ligne complémentaire se révèlent vite disproportionnées vu leur faible fréquentation.
En 1939, la ligne de Grande ceinture est victime des « mesures de coordination » : le 15 mai 1939, le service des voyageurs entre Versailles et Juvisy via Argenteuil est définitivement supprimé . Cette fermeture concerne aussi la Ligne complémentaire. Toutefois, en septembre 1939, certains trains de voyageurs sont rétablis pour quelques mois d'Argenteuil à Juvisy.

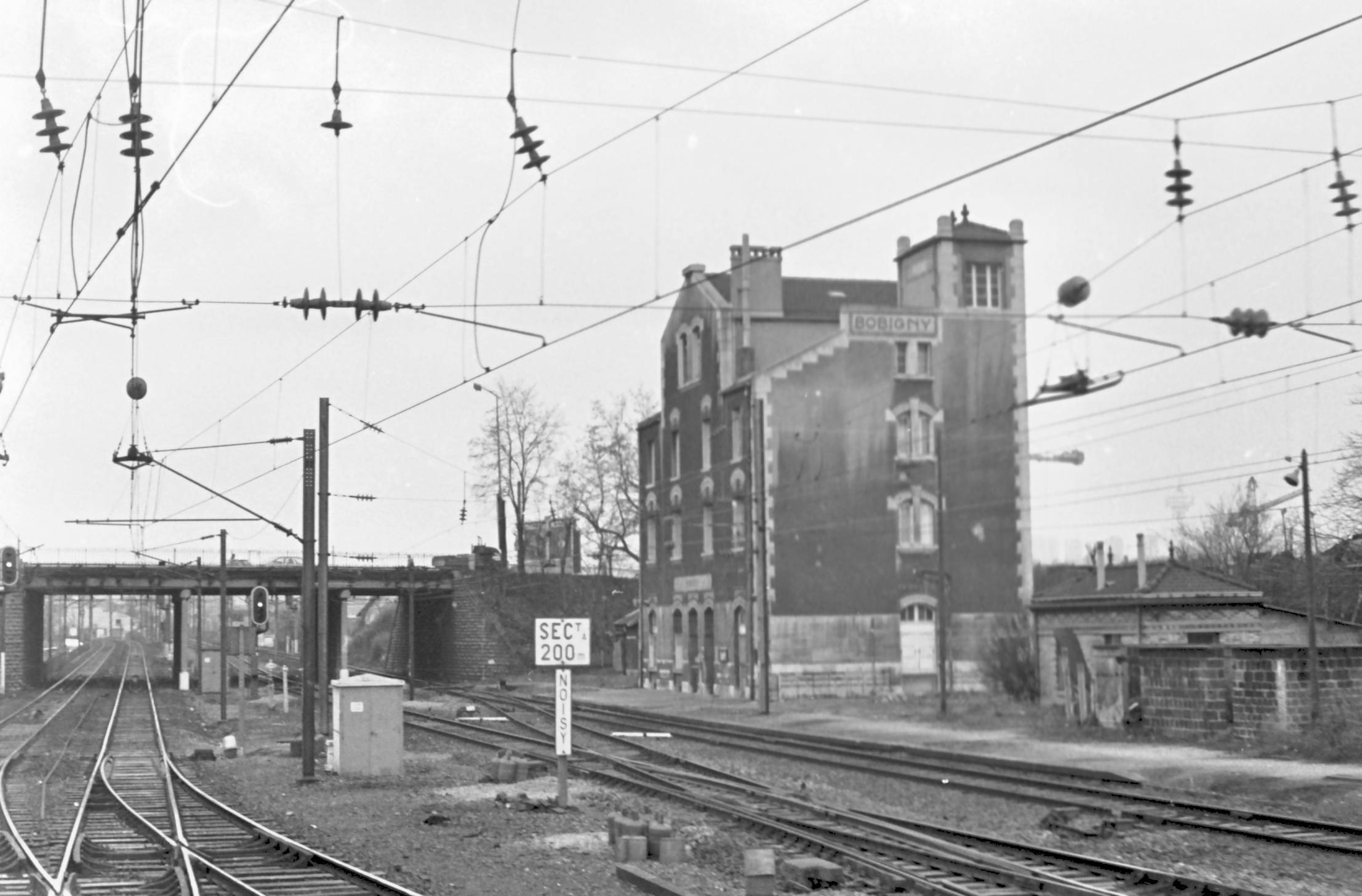
Vue du bâtiment voyageurs de la gare de Bobigny (mars 1984).

D'août 1941 à août 1944, la cité de la Muette à Drancy devient le camp d'internement de Drancy, principal lieu de départ de la France vers les centres d'extermination nazis. Plus de huit Juifs déportés de France sur dix passent par le camp de Drancy pendant la Seconde Guerre mondiale.
De mars 1942 jusqu’en juillet 1943, quarante-deux convois partent de la gare du Bourget – Drancy, pour l'essentiel vers Auschwitz-Birkenau. Toutefois, le responsable du camp, le nazi Alois Brunner, décide d'organiser ces départs de la gare de Bobigny, considérée comme plus discrète et plus pratique d'un point de vue logistique. Les vingt-et-un convois de déportation de Drancy partis du 18 juillet 1943 au 17 août 1944 quittent la gare de Bobigny. Il y eut 40 450 déportés qui partirent de la gare du Bourget – Drancy et 22 453 de la gare de Bobigny.

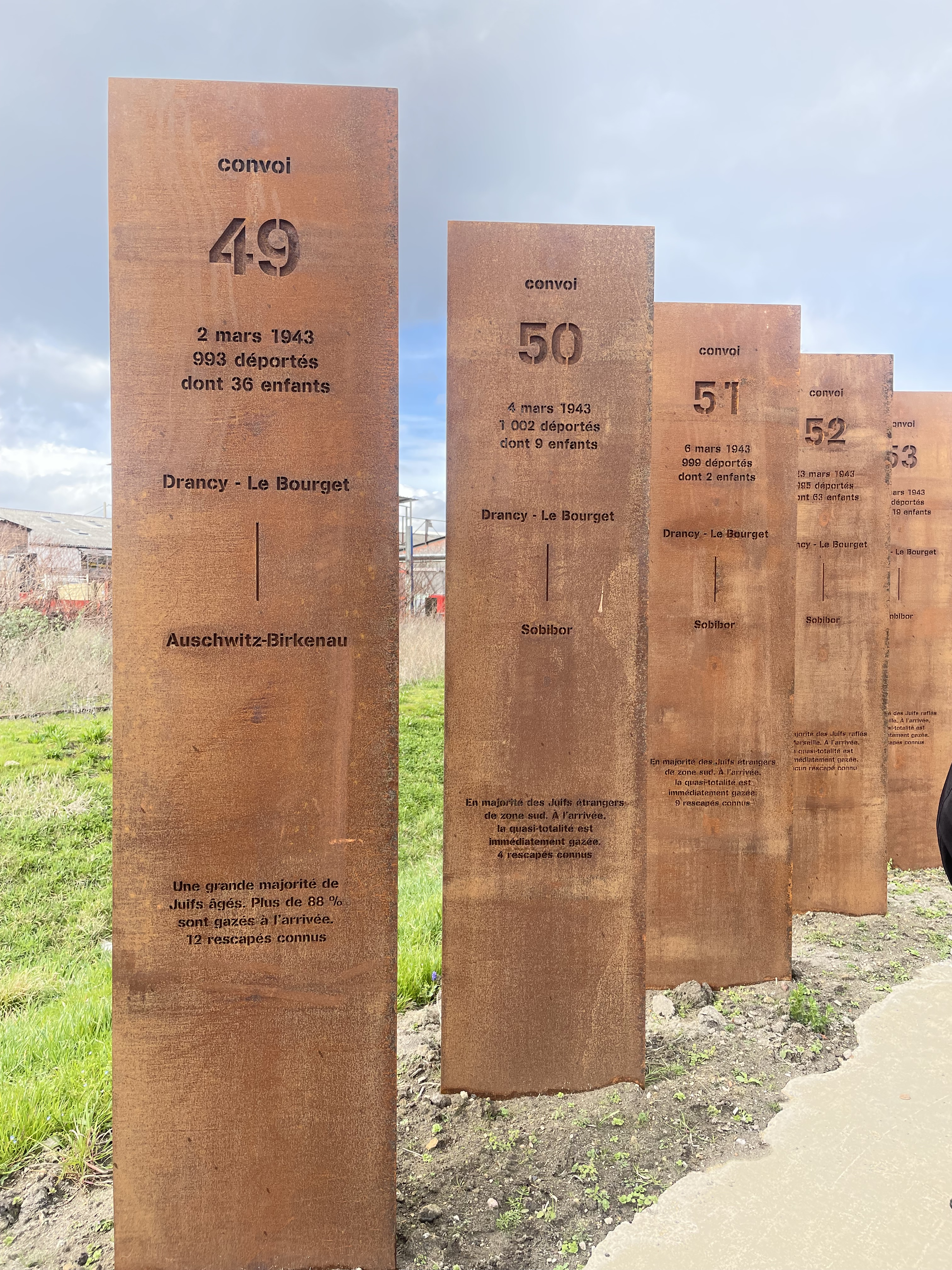
Quelques-unes des stèles décrivant les convois de déportés.

Durant les années 1950, la gare retrouve son usage industriel. Désaffecté, le bâtiment voyageurs est laissé à l'abandon. Après une réhabilitation en 1979, la gare est brièvement remise en service en tant que gare de marchandises.
La Ville acquiert le bâtiment des voyageurs en 2005, pour un euro symbolique, et obtient l'inscription de la totalité du site (3,5 hectares) sur la liste supplémentaire des monuments historiques. En 2008, il fait l'objet de travaux de restauration, avec la participation financière de la commune, du département, de la région et de la Fondation du patrimoine. Depuis, la municipalité a initié un processus de concertation et de mobilisation de différents partenaires autour d'un projet de valorisation de ce site. Le 25 janvier 2011, un protocole de coopération est signé entre le président de la SNCF, Guillaume Pepy, et la Ville, afin de réhabiliter le site de la gare. La zone autrefois affectée au trafic de marchandises est mise à la disposition de la commune.

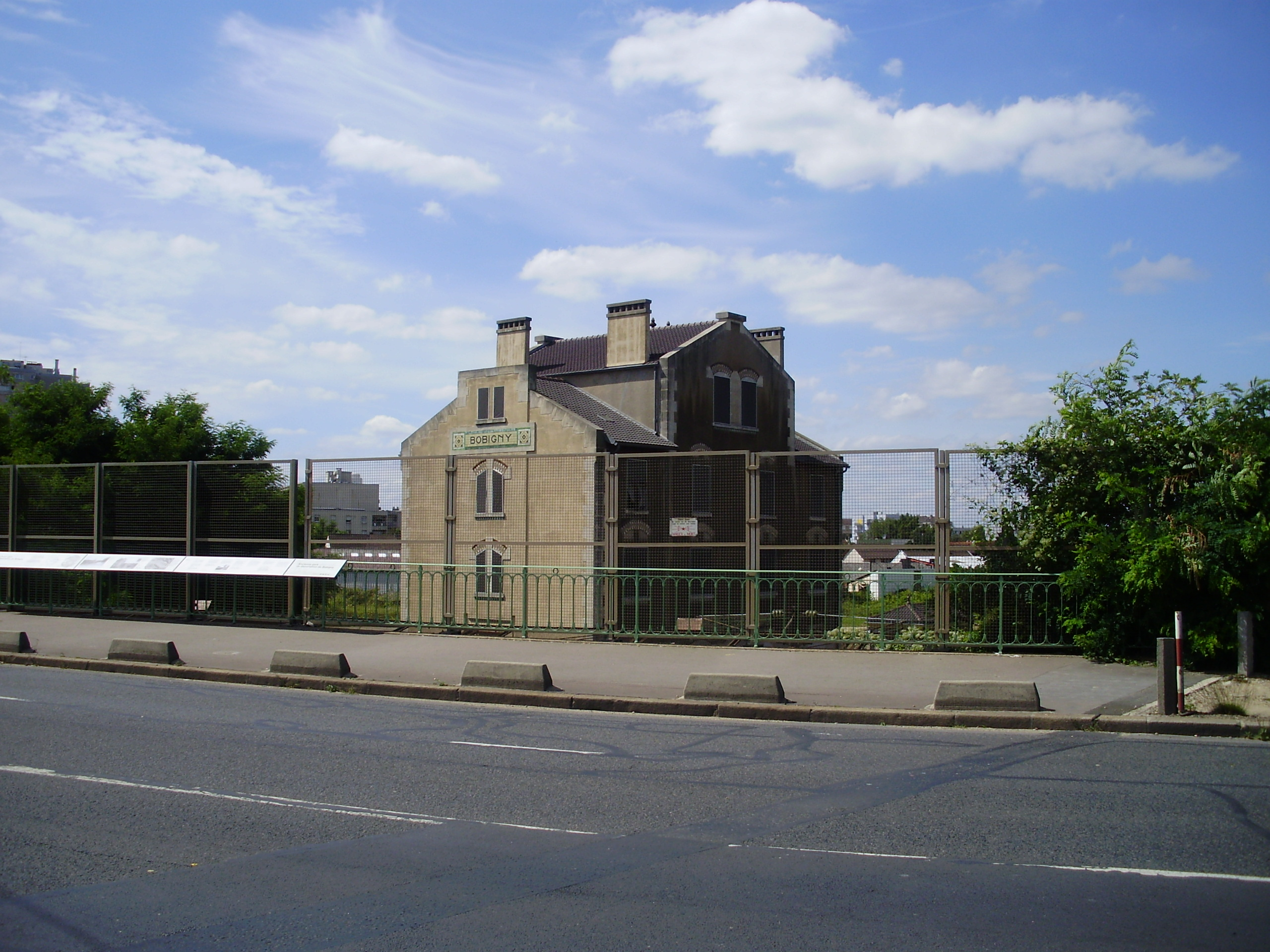
Ancien bâtiment voyageurs vu depuis le trottoir sud du pont routier de l'avenue Henri-Barbusse
(D 115). Le garde-corps du pont comporte, sur la gauche, un long panneau relatant l'histoire de cette ancienne gare et son utilisation tragique lors de la Seconde Guerre mondiale.

Dans le cadre de la 67e Journée internationale en mémoire des victimes de la Shoah, une exposition intitulée « Bobigny, une gare entre Drancy et Auschwitz » est inaugurée le 27 janvier 2012 par la ville de Bobigny en coopération avec la SNCF, l'Union européenne et la Fondation pour la mémoire de la Shoah. Elle permet, à travers un parcours de visite en plein air, d'expliquer le rôle qu'a joué ce site dans la déportation des internés juifs du camp de Drancy entre 1943 et 1944, grâce à la présentation de documents historiques, d'archives et de témoignages.
La gare fait l'objet d'une inscription au titre des monuments historiques depuis le 24 janvier 2005, modifiée le 28 octobre 2009. Sont concernés par cette protection : l'emprise au sol de la gare, le bâtiment de la gare des voyageurs en totalité, les deux édicules (toilettes et bloc électrique) situés de part et d'autre de la gare, le pylône d'éclairage et de radio sol-train, le faisceau de voies ferrées, situé entre la gare et la halle à marchandises, courant approximativement de l'avenue Henri-Barbusse jusqu'au pylône d'éclairage, le poste d'aiguillage et ses installations techniques, dits « point Z », ainsi que les voies ferrées y aboutissant, la halle de marchandises années trente située derrière la gare. Du fait de sa date de construction (1929) et de son inscription, la gare de Bobigny bénéficie automatiquement du label « Patrimoine du XXe siècle ».
En janvier 2023, le site est ouvert au public dans une scénographie dépouillée conçue par l'historien et directeur du musée de la Résistance nationale, Thomas Fontaine comprenant 75 stèles symbolisant les 75 000 déportés de France,. Sur le muret bordant les voies où embarquaient les déportés est inscrite une citation de Paul Éluard : « Si l’écho de leurs voix faiblit, nous périrons. ».
L'inauguration officielle est effectuée le 18 juillet 2023 en présence notamment de Serge Klarsfeld, président de l’association des fils et filles de déportés juifs de France et de deux rescapés Henri Zajdenwergier, 95 ans, déporté le 15 mai 1944 par le convoi 73 de Bobigny vers le camp d’extermination de Kaunas, et Ginette Kolinka, 98 ans, déportée de Bobigny vers Auschwitz par le convoi 71,.

## Service des marchandises
Cette gare est ouverte au service du fret sous le nom de Bobigny-G.C. (train massif et desserte d'installations terminales embranchées).

## Projet de transport à proximité
La construction d'une nouvelle gare, dite de Drancy - Bobigny, quelques centaines de mètres plus au nord dans le cadre de la seconde phase du T11 (ex-Tangentielle Nord), permettra la correspondance avec la ligne 1 du tramway. Toutefois, cette seconde phase n'est pas encore financée.